# Rökbomb
Rökbomb är former av pyroteknik eller liknande som är menade att avge rök efter antändning eller detonering. De används bland annat för röksignaler, kulturella och konventionella festligheter, samt för lek, såsom praktiska skämt, skoj/bus, hyss/spratt, påhitt/upptåg, men även airsoft och paintball, etc.
Benämning rökbomb avser huvudsakligen civila medel i Sverige och förekommer inte militärt för rökmateriel, men civila och liknande produkter kan förekomma militärt, polisiärt och kriminellt.

## Former
Rökbomber förekommer i flera olika former. Ett vanligt exempel är "rökbollen", en liten eller mindre boll av fast rökämne som kan kastas eller lämnas på plats efter tändning. Sedan finns det rökbomber utformade som behållare fyllda med rökämne. Vissa är byggda för att placeras stationärt och sprida rök, medan andra är utformade likt rökhandgranater och ska kastas efter tändning.

## Historia
Rökbomber härrör från militära tekniker för att sprida rök. Att sprida rök under strider är en gammal teknik. Den första "riktiga" rökbomben byggdes 1848 av uppfinnaren Robert Yale. Han hade sin förlaga i en 1600-tals kinesisk fyrverkeripjäs som han utvecklade till att producerade mer rök och under en längre tid.[källa behövs]

### Fotnoter
1. 1 2 3 4  ”BUY THESE SMOKE BALLS INSTEAD!” (youtubevideo). CodyBPyrotechnics. youtube.com. 8 augusti 2020. https://www.youtube.com/watch?v=FOuhmtxzMxI. Läst 5 mars 2022.
2. 1 2  ”$8 vs $25 Smoke Grenade Comparison, Is it Worth it?” (youtubevideo). WhatAreYouBuyen. youtube.com. 23 april 2019. https://www.youtube.com/watch?v=Cep6NqYsGiI. Läst 5 mars 2022.
3. ↑   AMORDLISTA, Preliminär ammunitionsordlista. Försvarets materielverk. 1979. Läst 3 mars 2022
4. ↑  Anna Lindberg (7 december 2014). ”Slängde in rökbomb – mitt under filmfestival”. Aftonbladet. Arkiverad från originalet den 26 juni 2019. https://web.archive.org/web/20190626145621/https://www.aftonbladet.se/nyheter/a/bK4b3k/slangde-in-rokbomb--mitt-under-filmfestival. Läst 5 mars 2022.
5. ↑  ”vama Rökbollar rökbomber smoke Balls blandade i 6-påsar, liten men superkörtid för storlek, utomhus Kat T1 (1 påse)” (amazonartikel). Varumärke: vama. amazon.se. Arkiverad från originalet den 5 mars 2022. https://web.archive.org/web/20220305060622/https://www.amazon.se/vama-R%C3%B6kbollar-r%C3%B6kbomber-blandade-superk%C3%B6rtid/dp/B081K6R4KT. Läst 5 mars 2022.